# Урмет, Яак
Я́ак У́рмет (эст. Jaak Urmet), известный под псевдонимом Ви́мберг (род. 30 января 1979 года, посёлок Саку, Эстония) — эстонский писатель.

## Биография
Окончил Таллинский педагогический университет в 2004 году: изучал эстонскую филологию, историю и теорию литературы, имеет степень магистра. Член таллинского общества юных авторов Tallinna Noored Tegijad с 1998 по 2000 годы, член Тартуского общества писателей с 2000 года, член Таллинского клуба библиофилов с 2006 года, член Эстонского литературного общества и Эстонского союза писателей с 2007 года.
Публиковал статьи и обзоры с 1999 года, в 2000 году выпустил дебютную книгу «Maaaraamat». С 2001 по 2007 годы редактор приложения Arkaadia к газете Eesti Päevaleht. Роман «Lipamäe», опубликованный в 2002 году и удостоенный литературной премии Вирумаа, принёс известность автору; он повествует о судьбе молодого человека, уехавшего из города в деревню после смерти дедушки. В романе отражены переживания автора из его советского детства, сочетаемые с элементами мистики. События происходят в деревне Каарука в Ярвамаа.
Поэтические сборники Вимберга «Maaaraamat» и «Kärppsed» также отражают автобиографические переживания автора. Вимберг использует свою собственную орфографию эстонского языка в своих произведениях. Порой это приводило даже к серьёзным спорам и политическим дебатам. В 2011 году Вимберг удостоен премии Карла Эдуарда Сёэта как лучший автор стихотворений для детей.

### Проза и лирика
- Maaaraamat. Tallinn: Huma 2000.

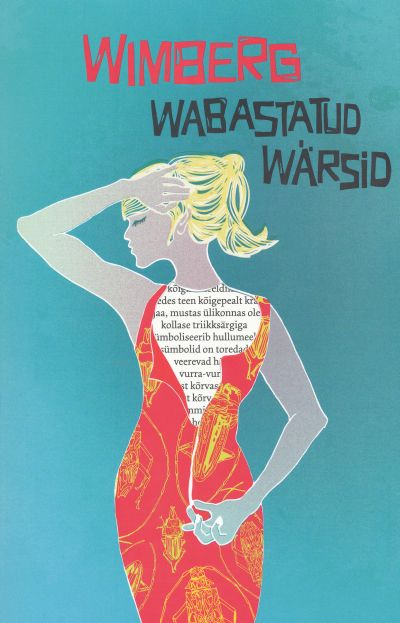
Обложка сборника „Wabastatud wärsid“

- Lipamäe. Kaaruka küla. Tallinn: Varrak 2002.
- Kärppsed. Rõõmu sõnadest 2000-2006. Tallinn: Jutulind 2006.
- Pille-Riin. Kakskümmend üks lugu ühe tüdruku elust. Tallinn: Jutulind 2009.
- Eesti naise õnn. Tallinn: J&U 2009.
- Wabastatud wärsid: luuletusi aastaist 2006-2010. Tallinn: Pegasus 2010.
- Eesti köökk. Tallinn: Ajakirjade Kirjastus 2010.
- Hõõguvad read. s.l.: J&U 2011.
- Saarineni maja. Sada aastat ajalugu 1912-2012. Tallinn: OÜ Baltek Arendus 2013.
- Vintpüss kõrval. Valitud kirjandusloolise artikleid. Tallinn: Eesti Keele Sihtasutus 2015.

### Для детей
- Kolme päkapiku jõulud. Tallinn: Huma 2002.
- Buratino laulud. Tallinn: Varrak 2005.
- Põngerjate laulud. Tallinn: Varrak 2006.
- Härra Padakonn. Tallinn: Varrak 2008.
- Suur pidusöök. Tallinn: Maalehe Raamat 2009.
- Buratino tegutseb jälle. 15 valitud lugu. Tallinn: Pegasus 2010.
- Kutsutud külaline. Tallinn: Pegasus 2010.
- Rokenroll. Tallinn: TEA 2011.